# گوکچه آکیلدیز
گوکچه آکیلدیز (به ترکی استانبولی: Gökçe Akyıldız) بازیگر اهل ترکیه، زاده ۳۰ اکتبر ۱۹۹۲ در سینوپ ترکیه می‌باشد. او سومین فرزند یک خانواده شش نفره است. وی از سال ۲۰۰۲ میلادی، فعالیت خود را در زمینه بازیگری آغاز کرده‌است. او در سال ۲۰۱۷ با مصطفی اوزیورت ازدواج کرده‌است. او در سال ۲۰۱۸ صاحب فرزند پسری به نام عمر اصلان شد و در سال ۲۰۲۰ از همسر خود جدا شد.

## فیلم‌شناسی
| سینما | سینما           | سینما | سینما       |
| ----- | --------------- | ----- | ----------- |
| سال   | عنوان           | نقش   | توضیحات     |
| ۲۰۰۳  | یک پیمانه ادویه | سایمه | نقش اصلی    |
| ۲۰۰۹  | عمارت           | سلما  | نقش مکمل زن |

| تلویزیون  | تلویزیون                    | تلویزیون       | تلویزیون    |
| --------- | --------------------------- | -------------- | ----------- |
| سال       | عنوان                       | نقش            | توضیحات     |
| ۲۰۰۳      | بزرگ و کوچک شده             | گیزم           | نقش مکمل زن |
| ۲۰۰۳      | چینارالتی                   | گوکچه          | نقش مکمل زن |
| ۲۰۰۴      | گردهمایی بزرگ               | سلجان          | نقش اصلی    |
| ۲۰۰۴      | صحرا                        | لارا           | نقش مکمل زن |
| ۲۰۰۵      | زینب                        | تولین          | نقش مکمل زن |
| ۲۰۰۵      | بعد پنجم                    | باشاک          | نقش اصلی    |
| ۲۰۰۶      | عدس                         | تکگل           | نقش مکمل زن |
| ۲۰۰۷      | پشت میله‌های زندان           | بیرسن موتلو    | نقش مکمل زن |
| ۲۰۰۸      | کهنه سرباز                  | برچم           | نقش مکمل زن |
| ۲۰۰۸      | کولاما                      | نوربانو ییلماز | نقش مکمل زن |
| ۲۰۱۱      | زندگی ادامه دارد            | زوزن فیرات     | نقش مکمل زن |
| ۲۰۱۲      | راه بد                      | جانان          | نقش مکمل زن |
| ۲۰۱۳      | مدرسه ما                    | گل بهار        | نقش مکمل زن |
| ۲۰۱۴      | فاتح حربیه                  | آصلی           | نقش مکمل زن |
| ۲۰۱۵-۲۰۱۸ | غنچه‌های زخمی                | سوگل سلن       | نقش اصلی    |
| ۲۰۲۱      | دختر مردم                   | سوگل توران     | نقش مکمل زن |
| ۲۰۲۲      | من تو را در قلبم پنهان کردم | درن توکگوز     | نقش اصلی    |